# Вершинін Сергій Якович
Сергій Якович Вершинін (нар. 1896, місто Симбірськ, тепер місто Ульяновськ, Російська Федерація — 4 вересня 1970, Москва) — радянський діяч органів держбезпеки, генерал-майор, начальник УНКВС по Рязанській області, начальник Головного Управління пожежної охорони НКВД СРСР. Входив до складу особливої трійки НКВС СРСР. Депутат Верховної Ради СРСР 1-го скликання.

## Біографія
Народився в родині коваля. Закінчив чотири класи церковноприходського училища міста Симбірська. У 1913 році закінчив ремісниче училище для сиріт в Симбірську. З вересня 1913 по червень 1917 року — підмайстер в ремісничому училищі Симбірська.
У червні — грудні 1917 року — рядовий хімічної команди 96-го піхотного полку російської армії.
Після військової служби повернувся підмайстром в ремісниче училище Симбірська, де пропрацював з грудня 1917 по вересень 1919 року.
Член РКП(б) з березня 1919 року.
У вересні 1919 — жовтні 1920 року — рядовий, секретар слідчої частини революційного військового трибуналу 5-ї армії РСЧА на Східному фронті громадянської війни в Росії.
У жовтні 1920 — вересні 1921 року — секретар особливого відділу 5-ї армії, начальник прикордонного відділення особливого відділу 5-ї армії.
З вересня 1921 по квітень 1922 року — начальник загальноадміністративної частини особливого відділу Західно-Сибірського військового округу.
З квітні 1922 по вересень 1923 року — начальник загальноадміністративної частини Приморського губернського відділу ДПУ.
У вересні 1923 — вересні 1924 року — начальник 53-го прикордонного загону ОДПУ на станції Даурія.
З вересня 1924 по вересень 1925 року — курсант Вищої прикордонної школи ОДПУ при РНК СРСР в Москві.
У вересні 1925 — липні 1926 року — начальник 53-го прикордонного загону ОДПУ на станції Даурія.
У липні 1926 — липні 1930 року — начальник 58-го Нікольсько-Усурійського прикордонного загону ОДПУ.
У липні 1930 — березні 1932 року — начальник оперативного відділу і помічник начальника Управління прикордонних військ і військ ДПУ Повноважного представництва ОДПУ по Казакській АРСР.
У березні 1932 — квітні 1934 року — начальник інспекції військ ОДПУ Повноважного представництва ОДПУ по Західній області.
У квітні 1934 — березні 1935 року — начальник 33-го Сочинського прикордонного загону НКВС.
У березні 1935 — вересні 1937 року — начальник Управління прикордонної і внутрішньої охорони Управління НКВС по Калінінській області.
З 28 вересня 1937 по 22 травня 1938 року — начальник Управління НКВС по Рязанській області. Входив до складу особливої трійки, створеної за наказом НКВС СРСР від 30 липня 1937 року, брав активну участь у сталінських репресіях.
29 вересня 1938 — 7 вересня 1939 року — еачальник Головного управління пожежної охорони НКВС СРСР.
У грудні 1939 — березні 1940 року — начальник Тайшетського табору НКВС для військовополонених.
У квітні 1940 — лютому 1941 року — начальник Норильського виправно-трудового табору НКВС, заступник начальника Норильського комбінату НКВС і ВТТ. Перебував у резерві НКВС СРСР з березня по липень 1941 року.
З липня 1941 по червень 1942 року — начальник оперативної групи винищувального батальйону НКВС на Карельському фронті. З 30 травня по жовтень 1942 року — начальник штабу партизанського руху Карельського фронту. У жовтні 1942 — квітні 1943 року — представник Центрального штабу партизанського руху в Карело-Фінській РСР. У квітні 1943 — листопаді 1944 року — начальник штабу партизанського руху Карельського фронту. У 1942—1944 роках — член Військової ради Карельського фронту.
З квітня 1945 року — представник уповноваженого РНК (РМ) СРСР у справах репатріації громадян СРСР в Західній Німеччині. До листопада 1947 року — начальник Управління по репатріації військовополонених і громадян Об'єднаних Націй Радянської військової адміністрації в Німеччині.
З листопада 1947 по лютий 1948 року — в резерві Головного управління кадрів Міністерства оборони СРСР. З лютого по серпень 1948 року лікувався у військовому госпіталі.
З серпня 1948 року — персональний пенсіонер у Москві.
Похований на Новодівочому цвинтарі Москви.

## Звання
- полковник (23.12.1935)
- комбриг (31.08.1938)
- генерал-майор (27.01.1943)

## Нагороди
- орден Леніна
- три ордени Червоного Прапора
- медаль «XX років Робітничо-Селянській Червоній Армії» (22.02.1938)
- медалі
- знак «Почесний працівник ВЧК—ДПУ (V)»
- знак «Почесний працівник ВЧК—ДПУ (XV)» (29.08.1936)